# 반짝임
반짝임(twinkling 트윙클링[*]; scintillation 신틸레이션[*], 문화어: 반짝)이란 멀리 떨어진 밝은 물체를 어떤 매질을 통해 보았을 때 발생하는 겉보기 밝기나 위치의 변화를 가리키는 속된 용어이다. 항성과 행성의 경우와 같이 문제의 물체가 지구의 대기 바깥에 존재할 때는 이 현상을 ‘천문학적 반짝임’(astronomical scintillation)이라 한다. 지구 대기 안에서 일어나는 반짝임 현상은 ‘지구의 반짝임’(terrestrial scintillation)이라 한다. 대기로 인한 반짝임은 시상에 영향을 끼치는 세 가지 지배적 요소 중 하나이며, 조도의 변화로 정의된다. 간단히 말해, 별의 반짝임은 빛이 대기 층을 통과함으로써 일어난다. 반짝임 현상은 행성의 상의 깜빡임(flicker)을 일으키지 않는다. 대부분의 반짝임 효과는 공기 밀도상의 소규모 변동으로 인한 변칙적인 굴절로 인해 일어난다. 이는 대체로 온도경사(temperature gradients)와 관련이 있다. 반짝임 효과는 천체가 천정 가까이(머리 꼭대기)에 있을 때보다 지평선 근처에서 더욱 확연해진다. 대기로 인한 반짝임은 신틸로미터를 이용해 정량적으로 측정할 수 있다. 수신 장치의 조리개를 큰 것을 사용함으로써 반짝임의 효과를 감소시킬 수 있다. 이 감소 효과를 aperture averaging이라 한다.

## 행성의 반짝임
행성과 별, 다른 천체의 빛 역시 반짝이는 것처럼 보인다.
별들은 지구에서 너무 멀리 떨어져 있기 때문에 점광원으로 보이며, 빛의 경로를 굴절시키는 렌즈 또는 프리즘의 구실을 하는 지구 대기의 요동에 쉽게 영향을 받는다. 반짝임은 천체가 점광원으로 작용, 즉 그 크기가 너무 작아서, 빛살이 인간의 망막에 들어올 때 한 빛살이 한 개의 간상세포로 들어오기 때문에 발생한다. 점광이 일렁일렁 움직이면서 눈에 들어오는 빛살의 위치도 한 간상세포에서 또다른 간상세포로 이동하고, 그 결과 별이 "반짝"이게 된다. 지구에 가까워서 크게 보이는 천체, 즉 달이나 행성들은 공간상의 여러 점을 포함하는 형태로 보이며 측정 가능한 반지름이 있는 원반으로 관측된다. 복수의 점광원이 지구 대기를 가로지르면, 그 빛들의 위치이동이 서로서로를 벌충하여 상쇄되고, 관측자는 그 천체의 빛의 변화가 적은 것으로 인지하게 된다.

## 같이 보기
- 시상 (천문학)
- 지구 대기
- 행성간 깜빡임
- 관측천문학
- 반짝 반짝 작은 별